# Condeixa-a-Nova
Pour les articles homonymes, voir Condeixa.
Condeixa-a-Nova est une municipalité (en portugais : concelho ou município) du Portugal, située dans le district de Coimbra et la région Centre.

## Géographie
Condeixa-a-Nova est limitrophe :
- au nord, de Coimbra,
- à l'est, de Miranda do Corvo,
- au sud-est, de Penela,
- au sud-ouest et à l'ouest, de Soure,
- au nord-ouest, de Montemor-o-Velho.

## Histoire
Le concelho de Condeixa-a-Nova a été créé le 17 avril 1838, par démembrement partiel de celui de Coimbra.

## Jumelage
- Bretten, Baden-Württemberg, Allemagne (1985)
- Longjumeau, Essonne, France (1990)
- Pontypool, Torfaen, Pays de Galles (1999)
- Idanha-a-Nova, Castelo Branco, Portugal (1994)

## Démographie
| 1849  | 1900   | 1930   | 1960   | 1981   | 1991   | 2001   | 2004   | 2011   |
| ----- | ------ | ------ | ------ | ------ | ------ | ------ | ------ | ------ |
| 8 733 | 11 875 | 12 149 | 13 555 | 13 257 | 13 027 | 15 340 | 16 459 | 17 078 |

## Subdivisions
Depuis l'adoption de la loi no 11-A/2013 du 28 janvier 2013 portant réorganisation administrative du territoire des freguesias, la municipalité de Condeixa-a-Nova groupe 7 paroisses (freguesia, en portugais) :
- Anobra
- Condeixa-a-Velha e Condeixa-a-Nova (Condeixa-a-Nova et Condeixa-a-Velha)
- Ega
- Furadouro
- Sebal e Belide (Sebal et Belide)
- Vila Seca e Bem da Fé (Vila Seca et Bem da Fé)
- Zambujal